# Paphiopedilum sanderianum
Paphiopedilum sanderianum — многолетнее трявянистое растение семейства Орхидные (Orchidaceae).

## Синонимы
- Cordula sanderiana  (Rchb.f) Rolfe 1912
- Cypripedium foerstermanni  Hort.
- Cypripedium sanderianum  Rchb.f. 1886
- Paphiopedilum sanderanum  (Rchb.f.) Pfitzer

## Этимология
Вид не имеет устоявшегося русского названия, в русскоязычных источниках обычно используется научное название Paphiopedilum sanderianum.
Назван в честь известного английского коллекционера орхидей Фредерика Сандера. В конце XIX века «дом Сандера» считался не только главной достопримечательностью английского города Сент-Альбанса, но и мировой столицей орхидееводства, в которую была проложена собственная железная дорога.
Английское название — Sander’s Paphiopedilum.

## История описания
Был обнаружен в 1885 году, но оставался большой редкостью, и к началу XX века практически исчез из коллекций. Повторно найден в 1982 году.

## Биологическое описание
Побег симподиального типа. 

Листьев 4—5, до 45 см в длину, 4—6 см шириной, глянцевые зелёные. 

Цветонос почти горизонтальный, одиночный, красно-коричневый, несёт от 2 до 5 цветков.

Цветки 7 см в диаметре, боковые лепестки до метра в длину и более (хотя у многих растений они достигают только половины этой длины), лентообразные, закрученные, бледно-жёлтые с пурпурными полосами и пятнами. 
 Верхний чашелистик (парус) — узкий, на жёлтом фоне множество относительно широких и близко расположенных продольных полос. Центральная полоса имеет характерный разрыв около основания, что унаследовано и в его гибридах. 
 Губа — коричнево-жёлтая.

## Ареал, экологические особенности
Эндемик Калимантана (Национальный парк Gunung Mulu). 
 От 150 до 900 метров над уровнем моря.
Литофит. Затененные местообитания на вертикальных известняковых скалах. 
 Субстрат: покрытые мхами скалы со скопившимся в нишах лиственным опадом и гумусом, рН 7.3—7.5.
Средние температуры в местах произрастания — 28/21 °C (день/ночь) в течение всего года.
Цветёт в апреле—июне.
Относится к числу охраняемых видов (I приложение CITES).

## В культуре

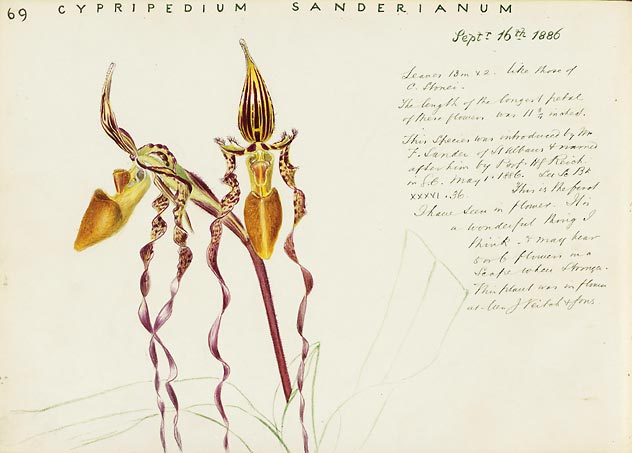
Paphiopedilum sanderianum John Day 1886 год

Относится к медленно растущим видам. В оптимальных условиях растения зацветают в возрасте от четырёх лет.

Из-за проблем с разведением, высокой ценой и медленным ростом лишь в последние годы стал доступен для коллекционеров.
Температурная группа — тёплая. Дневная температура: 24—32 °C, ночная 18—24 °C. Для нормального цветения обязателен перепад температур день/ночь в 5—8°С.

Свет — яркий рассеянный, 18000—25000 люкс, при продолжительности светового дня в 12 часов.

Относительная влажность воздуха 50—80 %.

Посадка в пластиковые и керамические горшки с несколькими дренажными отверстиями на дне, обеспечивающими равномерную просушку субстрата. 
Периода покоя нет.

Основные компоненты субстрата: см. статью Paphiopedilum. Существует мнение, что Paphiopedilum sanderianum является кальцефилом, поэтому в грунт желательно добавление известь-содержащих минералов или кальцинирование доломитовой мукой.

Частота полива подбирается таким образом, что бы субстрат внутри горшка не успевал высохнуть полностью. 

Вид активно используется в гибридизации, но удачные гибриды редки, и получаются только с растениями из близкой ему длиннолистовой группы из-за рецессивности гена, отвечающего за длину боковых лепестков и отсутствия привлекательности у остальных частей цветка. 

Большинство гибридов с участием Paph. sanderianum имеет не такие длинные боковые лепестки, как у Paph. sanderianum.